# Aleksandar Ranković
Pour les articles homonymes, voir Aleksandar Ranković (homme politique) et Ranković.
Aleksandar Rankovic, est un footballeur serbe né le 31 août 1978 à Belgrade devenu entraîneur.

## Palmarès
Néant